# بیوادی

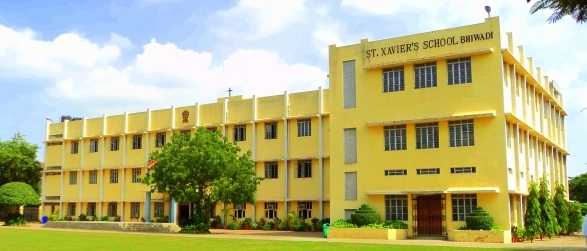
مدرسه معروف در بیوادی

بیوادی (به انگلیسی: Bhiwadi) یک منطقهٔ مسکونی در هند است که در ایالت راجستان واقع شده‌است. بیوادی ۱۰۴٬۸۸۳ نفر جمعیت دارد.